# Nordberg Station
Nordberg Station (Nordberg stasjon) var en metrostation mellem Holstein og Østhorn på Sognsvannsbanen på T-banen i Oslo.
Stationen blev nedlagt i 1992 i forbindelse med ombygningen af Sognsvannsbanen forud for banens sammenkobling med de østlige T-baner. Ved ombygningen blev den hidtidige overgang i niveau erstattet af en gangtunnel.